# Jasmin Savoy Brown
Jasmin Savoy Brown est une actrice américaine née le 21 mars 1994, à Alameda, Californie, aux États-Unis.
Elle est principalement connue pour le rôle d'Evangeline "Evie" Murphy dans la série The Leftovers diffusée sur HBO. Elle incarne également Mindy Meeks-Martin dans deux films de la saga Scream.

## Biographie
Jasmin est née à Alameda en Californie  mais elle a été élevée à Springfield en Oregon. À l'âge de 4 ans, Jasmin a eu son premier rôle dans une comédie musicale d'église, cela suscite son amour pour la scène. Elle a participé à de nombreuses comédies musicales et elle a été membre de divers clubs, chorales et groupes musicaux, dont certains comprennent l'Université de l'Oregon, le Portland Shakespeare Project, le Art's Umbrella, le chœur d'enfants de l'Oregon et les studios Up Start Crow.
Après le lycée, Jasmin a déménagé à Portland en Oregon pour poursuivre son métier d'actrice. Elle a commencé avec des rôles mineurs dans Grimm de NBC et The Fosters de Freeform. Elle a ensuite joué dans Camp Harlow et Forgotten Hero, et a joué un petit rôle dans la série Brooklyn Nine Nine.

## Carrière
En 2015, Brown décroche le rôle récurrent d'Evangeline "Evie" Murphy dans les saisons 2 et 3 de The Leftovers de HBO. Evie est la fille d'Erika et John qui disparaît avec ses amis après un tremblement de terre. Après The Leftovers, Brown a été choisi pour interpréter Nina, la nouvelle petite amie de Cameron, dans Stitchers.
En 2017, elle interprète le rôle principal de Emilia Bassano dans la série télévisée Will.
En 2018, elle fait partie de la distribution principale de la série dramatique et judiciaire For The People, tenant le rôle de Allison Adams, la colocataire de Sandra joué par Brittany Robertson. La série, produite par Shonda Rimes est diffusé du 13 mars 2018 au 16 mai 2019 sur le réseau ABC.
En novembre 2020, elle apparaît comme Phin Mason alias Tinkerer dans le jeu vidéo Marvel's Spider-Man: Miles Morales.
En 2022, elle joue dans Scream, 5e opus de la série de films du même nom. Elle y incarne Mindy Meeks-Martin, nièce de Randy Meeks. Elle reprend son rôle dans Scream 6, prévu l'année suivante.

## Vie privée
Jasmin Savoy Brown se définit comme queer et ouvertement lesbienne,.

## Filmographie
Sauf indication contraire, les informations mentionnées dans cette section peuvent être confirmées par la base de données cinématographiques IMDb,  présente dans la section « Liens externes ».

### Cinéma
- 2014 : Girls Only de Lynn Shelton
- 2014 : The Record Keeper de Jason Satterlund : Patience
- 2014 : Camp Harlow de Shane Hawks : Emily
- 2017 : Lane 1974 de S.J. Chiro : Puma
- 2017 : Newly Single d'Adam Christian Clark : Taylor
- 2021 : Sound of Violence de Alex Noyer : Alexis Reeves
- 2022 : Scream de Tyler Gillett et Matt Bettinelli-Olpin : Mindy Meeks-Martin
- 2023 : Scream 6 de Tyler Gillett et Matt Bettinelli-Olpin : Mindy Meeks-Martin
- 2024 : Dreams in Nightmares de Shatara Michelle Ford : Sabrina
- 2026 : Scream 7 de Kevin Williamson : Mindy Meeks-Martin

### Télévision
- 2013 : Grimm (série télévisée) - 1 épisode : la jeune femme
- 2014 : The Fosters (série télévisée) - 1 épisode : Gossip Girl #2
- 2014 : Brooklyn Nine-Nine (série télévisée) - 1 épisode : Ava
- 2015-2017 : The Leftovers - 8 épisodes : Evangeline « Evie » Murphy
- 2016 : Stitchers (série télévisée) - 7 épisodes : Nina
- 2017 : Will (série télévisée) - 5 épisodes : Emilia Bassano
- 2017 : Dois-je lui dire oui ? (Do I Say I Do?) (téléfilm) de Kevin Connor : Hannah
- 2018 : Love (série télévisée) - 3 épisodes : Annie
- 2018-2019 : For the People (série télévisée) - 20 épisodes : Allison Adams
- 2021 : Final Space (série télévisée) - 1 épisode : Evra (voix)
- depuis 2021 : Yellowjackets (série télévisée) - 10 épisodes : Taissa Turner, jeune

### Jeux vidéo
- 2019 : Wolfenstein: Youngblood (voix et capture de mouvement)
- 2020 : Marvel's Spider-Man: Miles Morales (voix et capture de mouvement)

### Clips musicaux
- 2022 : Orange Wine d'elle-même (réalisé par Violett Beane)